# Myiagra ferrocyanea
Monarca-azul-metálico ou papa-moscas-azulão (Myiagra ferrocyanea) é uma espécie de ave da família Corvidae.
Pode ser encontrada nos seguintes países: Papua-Nova Guiné e Ilhas Salomão.